# معاملة المتحولين جنسيا في أستراليا
يتمتع المتحولون جنسيًّا في أستراليا بالحماية والاعتراف القانوني بحقوقهم بموجب القوانين الفدرالية وقوانين الولايات، لكن متطلبات الاعتراف بنوع الجنس تعتمد على السلطة. على سبيل المثال، تُنظم شهادات الميلاد ورخص القيادة من قبل الولايات والأقاليم، في حين أن الرعاية الطبية وجوازات السفر هي أمور تخص الكومنولث.
يتطلب تغيير الهوية الجنسية القانونية لأغراض فدرالية مثل الرعاية الطبية وجوازات السفر وثيقة مكتوبة من قبل طبيب معالج. على النقيض من ذلك، تفرض معظم الولايات والأقاليم متطلبات إضافية للاعتراف بنوع الجنس والتي انتُقدت من قبل المفوضية الأسترالية لحقوق الإنسان والمدافعين عن مجتمع الميم.  يشمل ذلك إلزام الشخص بإجراء جراحة إعادة تحديد الجنس، والطلاق في معظم الولايات القضائية إذا كان متزوجًا حتى عام 2018. يجادل المدافعون بأن الحالة الاجتماعية ومتطلبات الجراحة ليست ذات صلة بالاعتراف بجنس الشخص أو هويته الجنسية، وبدلًا من ذلك يجب أن يعتمدوا على تعريفهم الذاتي. كان لتشريع زواج المثليين في عام 2017 أثر بإلغاء شرط الطلاق إذا كان الشخص متزوجًا بالفعل. دخل هذا القرار حيز التنفيذ في 9 ديسمبر 2018 ما لم تكن حكومة الولاية أو الإقليم قد ألغت هذا الشرط مسبقًا.
جراحة تغيير الجنس متاحة في أستراليا بدفع جزء من تكلفة العلاجات، دون التكلفة كاملةً،  للأشخاص العابرين جنسيًا المشمولين ببرنامج الصحة العامة للرعاية الطبية الوطنية. بين عامي 2004 و 2017، كان الأطفال العابرون جنسيًا بحاجة إلى موافقة محكمة الأسرة الأسترالية قبل وصف العلاج الهرموني، على الرغم من أن سلسلة من الأحكام في 2013 و 2017 أزالت الحاجة إلى موافقة المحكمة على حاصرات سن المراهقة والعلاج الهرموني للعابرين جنسيًا حيث لا يوجد نزاع بين الأطفال وأبائهم وبين الأطباء المعالجين.

## نبذة تاريخية

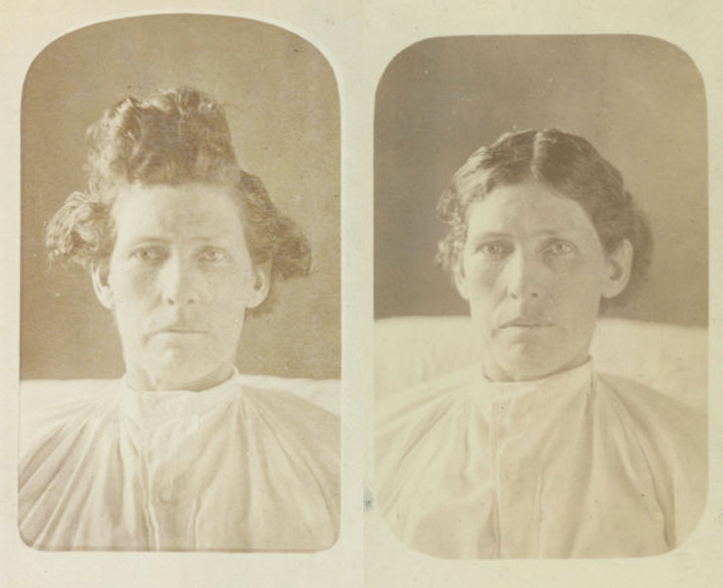
صور تعود لعام 1879 لإدوارد دي لاسي إيفانز عندما تم إدخاله إلى مصحة للأمراض العقلية في محاولة "لعلاج" معتقداته. عُرف فيما بعد باسم "المقلد الرائع للذكور".

بعد التقارير الصحفية المنتشرة عن عمليات تغيير الجنس الناجحة لكريستين يورجنسن في ديسمبر 1952 وروبرتا كويل في مارس 1954، كانت أول حالة أُبلغ عنها عن أول أسترالي خضع لعملية تغيير الجنس هي للرقيب السابق في القوات الجوية الملكية الأسترالية روبرت جيمس بروكس في فبراير 1956.
في عام 1975، أُسست عيادة ديسوفيا في مستشفى الملكة فيكتوريا ملبورن من قبل الدكتور ترودي كينيدي والدكتور هربرت باور. انتقلت العيادة في وقت لاحق إلى مركز موناش الطبي في عام 1989 وتوقفت العمليات الجراحية في عام 2009، مع ذلك، استمرت العيادة بتقديم تقييمات الصحة العقلية والإحالات باسم عيادة موناش الصحية الجنسية.
في عام 1979، أُنشئت أول منظمة للدفاع عن حقوق العابرين جنسيًا في أستراليا، وهي اتحاد فيكتوريا للعابرين جنسيًا ومقرها ملبورن ورابطة فيكتوريا للعابرين جنسيًا. تبع هذه المنظمات في عام 1981 الرابطة الأسترالية للعابرين جنسيًا ومقرها سيدني، والتي شملت الناشطة البارزة والأكاديمية والمؤلفة روبرتا بيركنز.
في عام 1987، أصبحت إستيل أسموديل أول شخص معترف به قانونًا في أستراليا بعد إجراء العملية الجراحية مع تعديل المواليد والوفيات والزواج في نيو ساوث ويلز،  وساعد تحولها جنسيًا في الحصول على الاعتراف بالأشخاص العابرين جنسيًا في أستراليا. كانت هذه هي المرة الأولى في التاريخ القانوني الأسترالي التي سُمح فيها لعابر أسترالي بتغيير شهادة ميلاده إلى جنس مختلف. بعد فترة وجيزة، تغيرت قوانين جوازات السفر أيضًا للسماح بتغيير الجنس على جوازات السفر.

## وثائق إثبات الهوية

### قضايا

#### الطلاق القسري
تقليديًا، طلبت جميع الولايات والأقاليم من الشخص أن يكون أعزب قبل تغيير الجنس المسجل في شهادة ميلاده، ما يعني طلاق الزوجين إذا كان الشخص متزوجًا. كان هذا لمنع الزواج من نفس الجنس الذي ينشأ بعد تحول الشخص جنسيًا إلى نفس جنس الزوج الآخر، وهو ما يتعارض مع قانون الكومنولث الذي يحظر زواج المثليين في أستراليا قبل عام 2017.
لمنع العابرين جنسيًا المتزوجين من معارضة شرط «الطلاق القسري» على أساس أنه يميز ضد حالتهم الزوجية انتهاكًا لقانون التمييز بحسب قانون التمييز الجنسي، في عام 2011 أدخلت حكومة جيلارد استثناء في المادة 40 (5) من ذلك القانون يسمح للدولة أو الإقليم «رفض إنشاء أو إصدار أو تغيير سجل رسمي لجنس شخص إذا كان قانون ولاية أو إقليم يتطلب الرفض لأن الشخص متزوج».
رغم الإعفاء، غيّرت مقاطعة العاصمة وولاية جنوب أستراليا علامات الجنس لشهادة الميلاد للمتزوجين العابرين جنسيًا قبل إدخال الزواج من نفس الجنس، إذ ألغى الأخير قانون «الطلاق القسري» في عام 2016.  قُدم تشريع يلغي الطلاق القسري للعابرين جنسيًا في تسمانيا لأول مرة في عام 2014 لكنه لم يُنفذ حتى عام 2019. في عام 2017 أيدت لجنة الأمم المتحدة لحقوق الإنسان اعتراض امرأة من نيوساوث ويلز على قانون الطلاق القسري في ولايتها، ووجدت أنه ينتهك المادتين 17 و 26 من العهد الدولي الخاص بالحقوق المدنية والسياسية. أنهت نيوساوث ويلز شرط الطلاق القسري في 2018.
أُلغي استثناء القسم 40 (5) من خلال القانون الذي يشرع الزواج من نفس الجنس في أستراليا، قانون تعديل الزواج (التعريف والحريات الدينية) لعام 2017، ما يجعل التمييز غير قانونيًا للولايات والأقاليم الأسترالية لمطالبة العابرين جنسيًا بالطلاق قبل تغيير الجنس في شهادة ميلادهم. ومع ذلك، لم يسري الإلغاء حتى 9 ديسمبر 2018، ما منح الولايات والأقاليم 12 شهرًا لإلغاء أي شرط طلاق في قوانين الاعتراف بالجنس.

### المتطلبات الطبية
في عام 2014، ألغت مقاطعة العاصمة الأسترالية شرط جراحة إعادة تحديد الجنس لتغيير الجنس في شهادات الميلاد، بعد أن دعاه تقرير المجلس الاستشاري لإصلاح القانون لعام 2013 أنه «غير إنساني».
في عام 2014، تحدى الرجل العابر جنسيًا بايج فينيكس المتطلبات الفيكتورية لإجراء عملية جراحية على أساس أنها قد تكون مهددة للحياة، حيث تقدم بشكوى إلى لجنة حقوق الإنسان والأمم المتحدة.
ألغت جنوب أستراليا متطلبات الجراحة في ديسمبر 2016، بينما فشل اقتراح مماثل في فيكتوريا في المجلس التشريعي بفارق صوت واحد.
طلبت غرب أستراليا سابقًا التعقيم قبل الموافقة على تغيير في تصنيف الجنس. أُلغي هذا الشرط عندما حكمت المحكمة العليا، في قضية إيه بي ضد أستراليا الغربية لعام 2012، بأن رجلين من العابرين جنسيًا خضعوا لعمليات استئصال الثدي والعلاج بالهرمونات لا يحتاجون إلى الخضوع للتعقيم للحصول على شهادة دابليو إيه للتعرف على الجنس.